# Centrino (merletto)

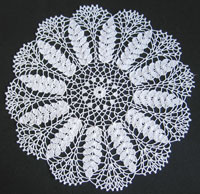
Centrino

Il centrino è un piccolo manufatto tessile d'arredamento realizzato come merletto o ricamo. Di forma solitamente rotonda o tondeggiante (ovale o composita) raramente spigolosa (quadrato o rombo) si appoggia su mobili come credenze, comò o tavoli con due funzioni:
- Decorativa, rallegrava i mobili, spesso scuri, mettendo in risalto gli oggetti che vi venivano posti: vasi, statuette e ninnoli.
- Protettiva, evitava i graffi sui piani dei mobili, fungeva da poggiatesta su poltrone e divani, assorbiva i liquidi se messo su vassoi o tavolini.

Si può realizzare con l'uncinetto, il tombolo, i ferri da maglia o solamente con l'ago, con filati sottili e tessuti delicati. Il materiale più usato è il cotone con il lino, i colori tradizionali sono il bianco e l'écru, anche se recentemente compaiono i colori e i fili dorati o argentati.
Il centrino tradizionale, oggi in disuso, veniva spesso inamidato allo scopo di mantenerlo rigido e ben teso, soprattutto nel caso di centrini con trafori complessi e filo molto fine.
Oggi sono diffusi centrini in carta a uso alimentare, che riproducono la forma dei centrini tradizionali e vengono posti tipicamente sotto torte o dolci, per decorazione e per isolarli dai piatti o cartoni che li reggono.